# Linda Nochlin
Linda Nochlin (née Weinberg; 30 de janeiro de 1931 – 29 de outubro de 2017) foi uma historiadora de arte americana, Professora Emérita da cátedra Lila Acheson Wallace de Arte Moderna no Instituto de Belas Artes da Universidade de Nova York, e escritora. Historiadora de arte feminista de destaque, tornou-se conhecida por seu artigo pioneiro de 1971 Why Have There Been No Great Women Artists? (Por que não houve grandes mulheres artistas?).

## Infância e educação
Linda Natalie Weinberg nasceu filha de Jules Weinberg e Elka Heller (Weinberg) no Brooklyn, Nova York e foi criada no bairro de Crown Heights. Ela frequentou a Brooklyn Ethical Cultural School, uma escola progressiva. Ela seu bacharelado em filosofia pelo Vassar College em 1951, seu mestrado em inglês pela Columbia University em 1952 e seu doutorado em história da arte pelo Institute of Fine Arts da New York University em 1963.

## Carreira acadêmica
Depois de trabalhar nos departamentos de história da arte na Universidade de Yale, no Centro de Pós - Graduação da City University de Nova York (com Rosalind Krauss ) e no Vassar College, Nochlin assumiu um posto no Instituto de Belas Artes, onde lecionou até se aposentar em 2013. Em 2000, foi publicada Self and History: A Tribute to Linda Nochlin, uma antologia de ensaios que desenvolveu temas nos quais Nochlin trabalhou ao longo de sua carreira.
Sua atenção crítica foi atraída a investigar as maneiras pelas quais o gênero afeta a criação e a apreensão da arte, como evidenciado em seu ensaio de 1994 Issues of Gender in Cassatt and Eakins. Além de história da arte feminista, ela era mais conhecida por seu trabalho com realismo, especificamente com Gustave Courbet.
Complementando sua carreira como acadêmica, atuou no Conselho Consultivo de Arte da Fundação Internacional para Pesquisa de Arte.
Nochlin foi co-curadora de uma série de exposições de referência explorando a história e as realizações de mulheres artistas.
- 2007 — "Global Feminisms" no Museu do Brooklyn .
- 1976 — "Women Artists: 1550-1950" (com Ann Sutherland Harris) no Museu de Arte do Condado de Los Angeles .

### História da arte feminista
Em 1971, a revista ArtNews publicou o ensaio de Nochlin "Why Have There Been No Great Women Artists?¨ (Por que não houve grandes mulheres artistas?)", no qual ela explorava suposições embutidas na pergunta do título. Ela considerou a própria natureza da arte, juntamente com as razões pelas quais a noção de gênio artístico foi reservada para gênios masculinos como Michelangelo. Nochlin argumentou que barreiras sociais significativas impediram as mulheres de seguir a arte, incluindo restrições à educação das mulheres nas academias de arte e "toda a subestrutura romântica, elitista, que glorifica o indivíduo e produz monografias na qual a profissão de história da arte se baseia". O aniversário de trinta anos do inquérito inovador de Nochlin informou uma conferência na Universidade de Princeton em 2001. O livro associado à conferência "Mulheres artistas do milênio" inclui o ensaio de Nochlin " 'Por que não houve grandes artistas mulheres?' Trinta anos depois". Na conferência e no livro, os historiadores da arte abordaram o trabalho inovador de figuras como Louise Bourgeois, Eva Hesse, Francesca Woodman, Carrie Mae Weems e Mona Hatoum à luz dos legados de trinta anos de história da arte feminista.
Em seu ensaio de 1994 "Começando do zero: os primórdios da história da arte feminista", Nochlin refletiu sobre seu despertar como feminista e seu impacto em sua bolsa de estudos e ensino: "Em 1969, três grandes eventos ocorreram em minha vida: tive um bebê, Me tornei feminista e organizei a primeira aula de mulheres e arte no Vassar College".
Nochlin desconstruiu a história da arte, identificando e questionando pressupostos metodológicos. Ela defendia "os historiadores da arte que investigam a obra diante de seus olhos enquanto se concentram no assunto, informados por uma sensibilidade ao seu espírito feminista".

#### Orientalismo

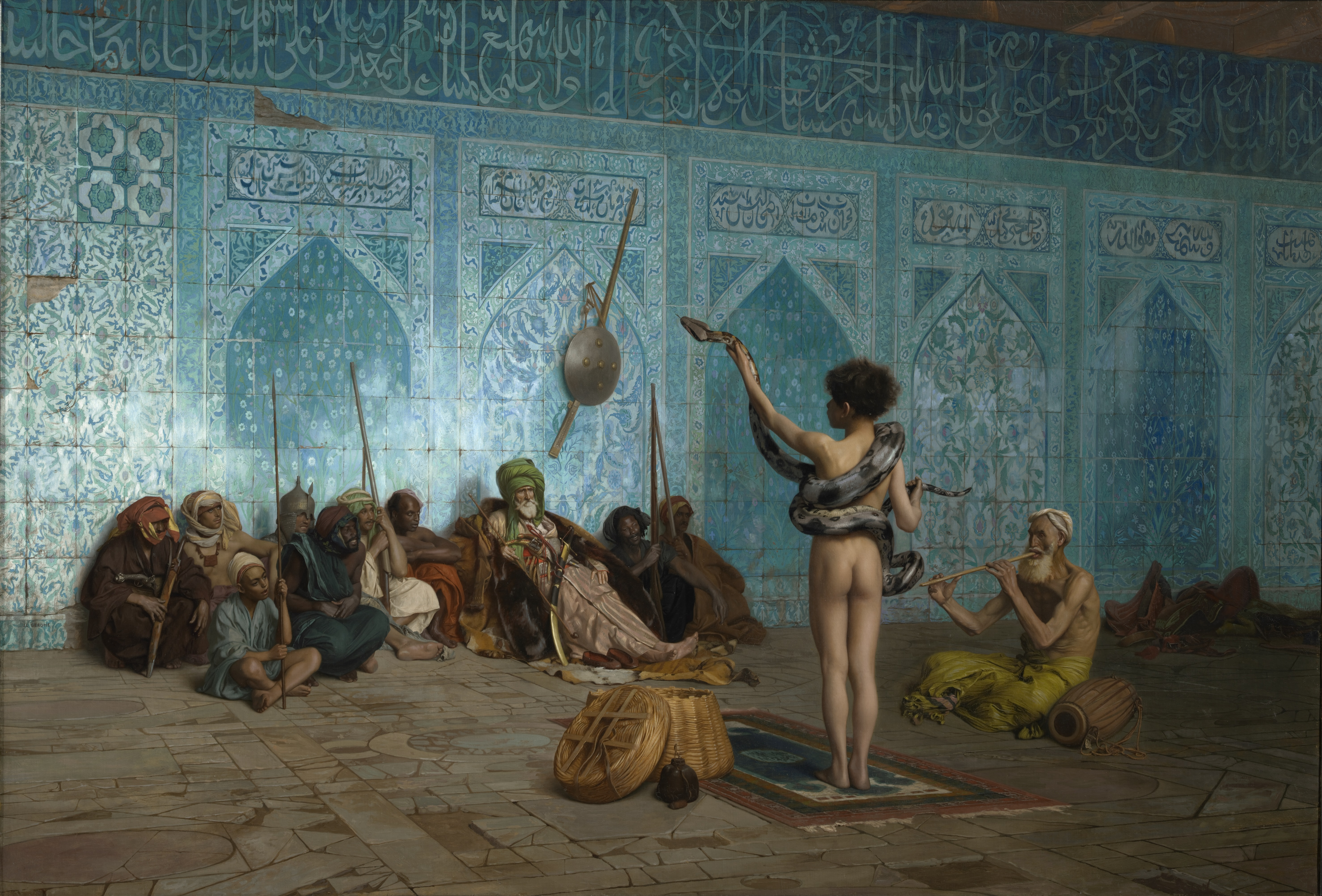
O encantador de serpentes

Após o influente livro de Edward Said, de 1978, Orientalismo, Nochlin foi uma dos primeiros historiadores da arte a aplicar as teorias do Orientalismo ao estudo da história da arte, especificamente em seu artigo de 1983, "O Oriente Imaginário". Sua principal afirmação foi que o orientalismo deve ser visto do ponto de vista da 'estrutura de poder particular em que essas obras surgiram", neste caso, o colonialismo francês do século XIX. Nochlin se concentrou principalmente nos artistas franceses Jean-Leon Gérôme e Eugène Delacroix, do século XIX, que retratavam temas 'orientalistas' em seus trabalhos, incluindo, respectivamente, O Encantador de Serpentes e A Morte de Sardanápalo . Em "O Encantador de Serpentes", de Gérôme, no final da década de 1860, Nochlin descreveu como Gérôme criou um senso de verossimilhança não apenas em sua interpretação da cena com tanta precisão realista que quase esquecemos que um pintor a pintou, mas em capturar os mínimos detalhes, como azulejos meticulosamente pintados. Como resultado, a pintura parece ser uma evidência documental da vida na corte otomana, enquanto, segundo Nochlin, é de fato a visão de um ocidental de um mundo misterioso. Em "A Morte de Sardanápalo", de Delacroix, de 1827, Nochlin argumentou que o artista usou o orientalismo para explorar temas eróticos e violentos que podem não refletir necessariamente a hegemonia cultural da França, mas o chauvinismo e a misoginia da sociedade francesa do início do século XIX.

## Vida pessoal
Nochlin se casou duas vezes. Primeiro, em 1953, casou-se com Philip H. Nochlin, professor assistente de filosofia em Vassar, que morreu sete anos depois. Ela então se casou com Richard Pommer, historiador da arquitetura, em 1968. Nochlin teve duas filhas: Jessica, com Philip Nochlin, e Daisy, com Richard Pommer, que foi retratado com Nochlin pela artista Alice Neel em 1973.
Linda Nochlin morreu aos 86 anos em 29 de outubro de 2017.

## Prêmios
- 1967: Prêmio Arthur Kingsley Porter para o melhor artigo publicado no The Art Bulletin
- 1978: Prêmio Frank Jewett Mather de Redação Crítica, The College Art Association
- 1977: Mulher do ano, revista Mademoiselle
- 1984-1985: Bolsa Guggenheim
- 1985: Bolsista do Instituto de Estudos Avançados
- 2003: Doutorado Honorário, Universidade de Harvard
- 2006: Prêmio Mulher Visionária, Moore College of Art &amp; Design[20]
- Bolsista, Academia Americana de Artes e Ciências
- Bolsista do Instituto de Humanidades da Universidade de Nova York
- Membro da Sociedade Filosófica Americana

## Publicações selecionadas
Os escritos publicados de Nochlin abrangem 156 trabalhos em 280 publicações em 12 idiomas e 20.393 bibliotecas.
- Nochlin, Linda; Reilly, Maura (2015). Women Artists: The Linda Nochlin Reader. Thames & Hudson. New York: [s.n.] ISBN 9780500239292
- Nochlin, Linda (2007). Courbet. Thames & Hudson 1. publ. ed. New York, N.Y.: [s.n.] ISBN 978-0500286760
- Nochlin, Linda (2006). Bathers, bodies, beauty : the visceral eye. Harvard University Press. Cambridge, MA.: [s.n.] ISBN 0674021169
- Nochlin, Linda. "'Why Have There Been No Great Women Artists?' Thirty Years After." Women Artists at the Millennium,. Ed. Carol Armstrong and Catherine de Zegher. Cambridge, MA: MIT Press, 2006. ISBN 978-0-262-01226-3; OCLC 223446291
- Nochlin, Linda (2001). The body in pieces: the fragment as a metaphor of modernity. Thames & Hudson. London: [s.n.] ISBN 0500283052
- Nochlin, Linda (1999). Representing women. Thames & Hudson. London: [s.n.] ISBN 0500280983
- Nochlin, Linda. "Issues of Gender in Cassatt and Eakins." Nineteenth Century Art: A Critical History,. Ed. Thomas Crow, Brian Lukacher, Linda Nochlin and Frances K. Pohl. London: Thames & Hudson, 2007. ISBN 978-0-500-28683-8; ISBN 0-500-28683-3; OCLC 137221626
- Nochlin, Linda (1991). The politics of vision: essays on nineteenth-century art and society. Harper & Row 2. [print.]. ed. New York: [s.n.] ISBN 0064301877
- Nochlin, Linda (1988). Women, art, and power, and other essays. HarperCollins. New York: [s.n.] ISBN 0064301834
- Nochlin, Linda. "Why Have There Been No Great Women Artists?" ARTnews January 1971: 22-39, 67-71.
- Nochlin, Linda. "Realism." New York: Penguin Books, 1971. Library of Congress 71-149557.